# League Cup 1998/99
Der League Cup 1998/99 war die 39. Austragung des Football League Cup (meist nur als League Cup bekannt).
Am Pokalwettbewerb, der am 11. August 1998 für die 92 englischen Spitzenvereine begann, nahmen die Mannschaften der ersten bis vierten englischen Profiliga teil. Die ersten beiden Runden wurden über Hin- und Rückspiel, die folgenden drei Runden im K.-o.-System über eine Partie und im Halbfinale wieder über Hin- und Rückspiel entschieden. Das Finale im Wembley-Stadion entschied am 21. März 1999 der Erstligist Tottenham Hotspur für sich. Unterlegener Finalist war Leicester City.

## Wettbewerb

### Erste Runde
Zur ersten Runde traten die Vereine an, die in der Vorsaison 1997/98 die 72 schwächsten Platzierungen in der Gesamttabelle aller vier Profiligen belegt haben. Anders gesprochen hatten 20 Mannschaften der ersten Liga in der ersten Runde ein Freilos.
|                      | Gesamt          |                         | Hinspiel | Rückspiel |
| -------------------- | --------------- | ----------------------- | -------- | --------- |
| Huddersfield Town    | 4:3             | Mansfield Town          | 3:2      | 1:1       |
| Grimsby Town         | 0:0 (7:6 i. E.) | Preston North End       | 0:0      | 0:0       |
| FC Fulham            | 4:2             | Cardiff City            | 2:1      | 2:1       |
| Leyton Orient        | 3:2             | Bristol Rovers          | 1:1      | 2:1 n. V. |
| Luton Town           | 5:4             | Oxford United           | 2:3      | 3:1       |
| Notts County         | 1:9             | Manchester City         | 0:2      | 1:7       |
| Northampton Town     | 3:2             | Brighton & Hove Albion  | 2:1      | 1:1 n. V. |
| Macclesfield Town    | 3:2             | Stoke City              | 3:1      | 0:1       |
| Exeter City          | 2:6             | Ipswich Town            | 1:1      | 1:5       |
| Cambridge United     | 2:1             | FC Watford              | 1:0      | 1:1       |
| FC Blackpool         | 2:1             | Scunthorpe United       | 1:0      | 1:1       |
| Birmingham City      | 3:1             | FC Millwall             | 2:0      | 1:1       |
| FC Barnet            | 2:6             | Wolverhampton Wanderers | 2:1      | 0:5       |
| Bolton Wanderers     | 4:0             | Hartlepool United       | 1:0      | 3:0       |
| Bradford City        | 2:1             | Lincoln City            | 1:1      | 1:0       |
| FC Bury              | 5:2             | FC Burnley              | 1:1      | 4:1       |
| Bristol City         | 7:4             | Shrewsbury Town         | 4:0      | 3:4       |
| Oldham Athletic      | 3:4             | Crewe Alexandra         | 3:2      | 0:2       |
| Peterborough United  | 1:3             | FC Reading              | 1:1      | 0:2       |
| FC Walsall           | 1:3             | Queens Park Rangers     | 0:0      | 1:3 n. V. |
| Tranmere Rovers      | 4:0             | Carlisle United         | 3:0      | 1:0       |
| Torquay United       | 2:3             | Crystal Palace          | 1:1      | 1:2 n. V. |
| West Bromwich Albion | 2:4             | FC Brentford            | 2:1      | 0:3       |
| Wigan Athletic       | 2:0             | AFC Rochdale            | 1:0      | 1:0       |
| AFC Bournemouth      | 4:3             | Colchester United       | 2:0      | 2:3       |
| AFC Wrexham          | 2:2 (2:4 i. E.) | Halifax Town            | 0:2      | 2:0       |
| Swindon Town         | 2:3             | Wycombe Wanderers       | 2:1      | 0:2       |
| Swansea City         | 1:2             | Norwich City            | 1:1      | 0:1 n. V. |
| Rotherham United     | 0:3             | FC Chesterfield         | 0:1      | 0:2       |
| Port Vale            | 3:4             | Chester City            | 1:2      | 2:2       |
| Plymouth Argyle      | 3:6             | FC Portsmouth           | 1:3      | 2:3       |
| FC Scarborough       | 0:4             | FC Barnsley             | 0:1      | 0:3       |
| Sheffield United     | 5:3             | FC Darlington           | 3:1      | 2:2 n. V. |
| Stockport County     | 2:2             | Hull City               | 2:2      | (a)0:0(a) |
| Southend United      | 2:0             | FC Gillingham           | 1:0      | 1:0       |
| York City            | 1:4             | AFC Sunderland          | 0:2      | 1:2       |

### Zweite Runde
Zu den 36 Siegern der ersten Runde gesellten sich 12 weitere Premier-League-Vereine, die sich nicht für einen europäischen Wettbewerb qualifiziert haben, hinzu.
|                     | Gesamt |                         | Hinspiel | Rückspiel |
| ------------------- | ------ | ----------------------- | -------- | --------- |
| Queens Park Rangers | 0:3    | Charlton Athletic       | 0:2      | 0:1       |
| Sheffield Wednesday | 1:2    | Cambridge United        | 0:1      | 1:1       |
| FC Barnsley         | 4:1    | FC Reading              | 3:0      | 1:1       |
| FC Blackpool        | 3:4    | Tranmere Rovers         | 2:1      | 1:3       |
| Norwich City        | 4:2    | Wigan Athletic          | 1:0      | 3:2       |
| FC Middlesbrough    | 3:1    | Wycombe Wanderers       | 2:0      | 1:1       |
| Bristol City        | 1:3    | Crewe Alexandra         | 1:1      | 0:2       |
| Coventry City       | 5:0    | Southend United         | 1:0      | 4:0       |
| Derby County        | 2:1    | Manchester City         | 1:1      | 1:0       |
| Leicester City      | 6:1    | FC Chesterfield         | 3:0      | 3:1       |
| Bolton Wanderers    | 6:3    | Hull City               | 3:1      | 3:2       |
| AFC Bournemouth     | 3:2    | Wolverhampton Wanderers | 1:1      | 2:1       |
| Leyton Orient       | 1:5    | Nottingham Forest       | 1:5      | 0:0       |
| Macclesfield Town   | 0:9    | Birmingham City         | 0:3      | 0:6       |
| FC Portsmouth       | 3:5    | FC Wimbledon            | 2:1      | 1:4 n. V. |
| Sheffield United    | 2:3    | Grimsby Town            | 2:1      | 0:2 n. V. |
| Ipswich Town        | 4:5    | Luton Town              | 2:1      | 2:4 n. V. |
| Huddersfield Town   | 2:3    | FC Everton              | 1:1      | 1:2       |
| FC Brentford        | 4:6    | Tottenham Hotspur       | 2:3      | 2:3       |
| FC Bury             | 4:2    | Crystal Palace          | 3:0      | 1:2       |
| FC Fulham           | 2:1    | FC Southampton          | 1:1      | 1:0       |
| Halifax Town        | 2:5    | Bradford City           | 1:2      | 1:3       |
| AFC Sunderland      | 4:0    | Chester City            | 3:0      | 1:0       |
| Northampton Town    | 2:1    | West Ham United         | 2:0      | 0:1       |

### Dritte Runde
Neben den 24 Siegern der zweiten Runde kamen nun noch die acht Vereine, die sich für einen europäischen Vereinswettbewerb qualifiziert hatten, dazu.
| Datum            |                   | Ergebnis        |                   |
| ---------------- | ----------------- | --------------- | ----------------- |
| 27. Oktober 1998 | FC Barnsley       | 2:1             | AFC Bournemouth   |
| 27. Oktober 1998 | Birmingham City   | 1:2             | FC Wimbledon      |
| 27. Oktober 1998 | Charlton Athletic | 1:2             | Leicester City    |
| 27. Oktober 1998 | Crewe Alexandra   | 0:1             | Blackburn Rovers  |
| 27. Oktober 1998 | FC Liverpool      | 3:1             | FC Fulham         |
| 27. Oktober 1998 | Luton Town        | 2:0             | Coventry City     |
| 27. Oktober 1998 | FC Middlesbrough  | 2:3 n. V.       | FC Everton        |
| 27. Oktober 1998 | Northampton Town  | 1:3             | Tottenham Hotspur |
| 27. Oktober 1998 | Norwich City      | 1:1 1:3 i. E.)  | Bolton Wanderers  |
| 27. Oktober 1998 | Nottingham Forest | 3:3 (4:3 i. E.) | Cambridge United  |
| 27. Oktober 1998 | AFC Sunderland    | 2:1 n. V.       | Grimsby Town      |
| 27. Oktober 1998 | Tranmere Rovers   | 0:1             | Newcastle United  |
| 28. Oktober 1998 | FC Chelsea        | 4:1             | Aston Villa       |
| 28. Oktober 1998 | Derby County      | 1:2             | FC Arsenal        |
| 28. Oktober 1998 | Leeds United      | 1:0             | Bradford City     |
| 28. Oktober 1998 | Manchester United | 2:0 n. V.       | FC Bury           |

### Vierte Runde
| Datum             |                   | Ergebnis        |                   |
| ----------------- | ----------------- | --------------- | ----------------- |
| 11. November 1998 | FC Arsenal        | 0:5             | FC Chelsea        |
| 11. November 1998 | Bolton Wanderers  | 1:2             | FC Wimbledon      |
| 11. November 1998 | FC Everton        | 1:1 (4:5 i. E.) | AFC Sunderland    |
| 11. November 1998 | Leicester City    | 2:1             | Leeds United      |
| 11. November 1998 | FC Liverpool      | 1:3             | Tottenham Hotspur |
| 11. November 1998 | Luton Town        | 1:0             | Barnsley          |
| 11. November 1998 | Manchester United | 2:1             | Nottingham Forest |
| 11. November 1998 | Newcastle United  | 1:1 (2:4 i. E.) | Blackburn Rovers  |

### Viertelfinale
| Datum            |                   | Ergebnis |                   |
| ---------------- | ----------------- | -------- | ----------------- |
| 1. Dezember 1998 | FC Wimbledon      | 2:1      | FC Chelsea        |
| 2. Dezember 1998 | Leicester City    | 1:0      | Blackburn Rovers  |
| 2. Dezember 1998 | AFC Sunderland    | 3:0      | Luton Town        |
| 2. Dezember 1998 | Tottenham Hotspur | 3:1      | Manchester United |

### Halbfinale
Die Hinspiele wurden am 26. Januar 1999 und 27. Januar 1999, die Rückspiele am 16. Februar 1999 and 17. Februar 1999 ausgetragen.
|                   | Gesamt |                | Hinspiel | Rückspiel |
| ----------------- | ------ | -------------- | -------- | --------- |
| AFC Sunderland    | 2:3    | Leicester City | 1:2      | 1:1       |
| Tottenham Hotspur | 1:0    | FC Wimbledon   | 0:0      | 1:0       |

### Finale
| Tottenham Hotspur                                  | Tottenham Hotspur | Leicester City | Leicester City |
| -------------------------------------------------- | --- | --- | -------------- |
| Tottenham Hotspur                                  | \| Finale \| \| Sonntag, 21. März 1999 in London (Wembley-Stadion) \| \| Ergebnis: 1:0 (0:0) \| \| Zuschauer: 77.892 \| \| Schiedsrichter: Terry Heilbron \| \| Spielbericht \|                                 | \| Finale \| \| Sonntag, 21. März 1999 in London (Wembley-Stadion) \| \| Ergebnis: 1:0 (0:0) \| \| Zuschauer: 77.892 \| \| Schiedsrichter: Terry Heilbron \| \| Spielbericht \|                                                     | Leicester City |
| Tottenham Hotspur                                  | Ian Walker, Stephen Carr, Sol Campbell, Ramon Vega, Justin Edinburgh, Darren Anderton, Steffen Freund, Allan Nielsen, David Ginola (90. Andy Sinton), Steffen Iversen, Les Ferdinand Cheftrainer: George Graham | Kasey Keller, Matt Elliott, Steve Walsh, Gerry Taggart, Robert Ullathorne, Steve Guppy, Neil Lennon, Muzzy Izzet, Robbie Savage (90. Theodoros Zagorakis), Tony Cottee, Emile Heskey (74. Ian Marshall) Cheftrainer: Martin O’Neill | Leicester City |
| Tottenham Hotspur                                  | 1:0 Allan Nielsen (90.) | | Leicester City |
| Finale                                             | | |                |
| Sonntag, 21. März 1999 in London (Wembley-Stadion) | | |                |
| Ergebnis: 1:0 (0:0)                                | | |                |
| Zuschauer: 77.892                                  | | |                |
| Schiedsrichter: Terry Heilbron                     | | |                |
| Spielbericht                                       | | |                |